# Sørfjord (Hardanger)
Der Sørfjord ist ein 38 Kilometer langer Seitenarm des Hardangerfjords in der Provinz Vestland in Norwegen. Er liegt komplett in der 2020 entstandenen Kommune Ullensvang. Im Norden entspringt der Fjord bei Utne aus dem größeren Hardangerfjord, der sich dort in den Eidfjord und den Sørfjord teilt. Am südlichen Ende befindet sich die zu Ullensvang gehörende Stadt Odda. Am östlichen Ufer des Sørfjord erhebt sich der Rand der Hardangervidda, der größten Hochebene Europas. An seiner Westseite befindet sich das Freilichtmuseum Agatunet mit dem ältesten in situ erhaltenen Haus Norwegens.
Am Sørfjord wird viel Obst angebaut, vor allem Kirschen und Äpfel.
Am Ostufer führt der Riksvei (RV) 13 entlang.